# San Rafael (Bulacan)
Pour les articles homonymes, voir San Rafael.
San Rafael est une municipalité de la province de Bulacan, aux Philippines.